# Amon (re di Giuda)
Amon (... – 639 a.C.) fu re di Giuda dal 643 a.C. al 639 a.C.
Figlio di Manasse, fu re idolatra e perseguitò i profeti. Fu ucciso in una congiura di palazzo, ma gli stessi congiurati furono linciati dal popolo.